# Maata Horomona

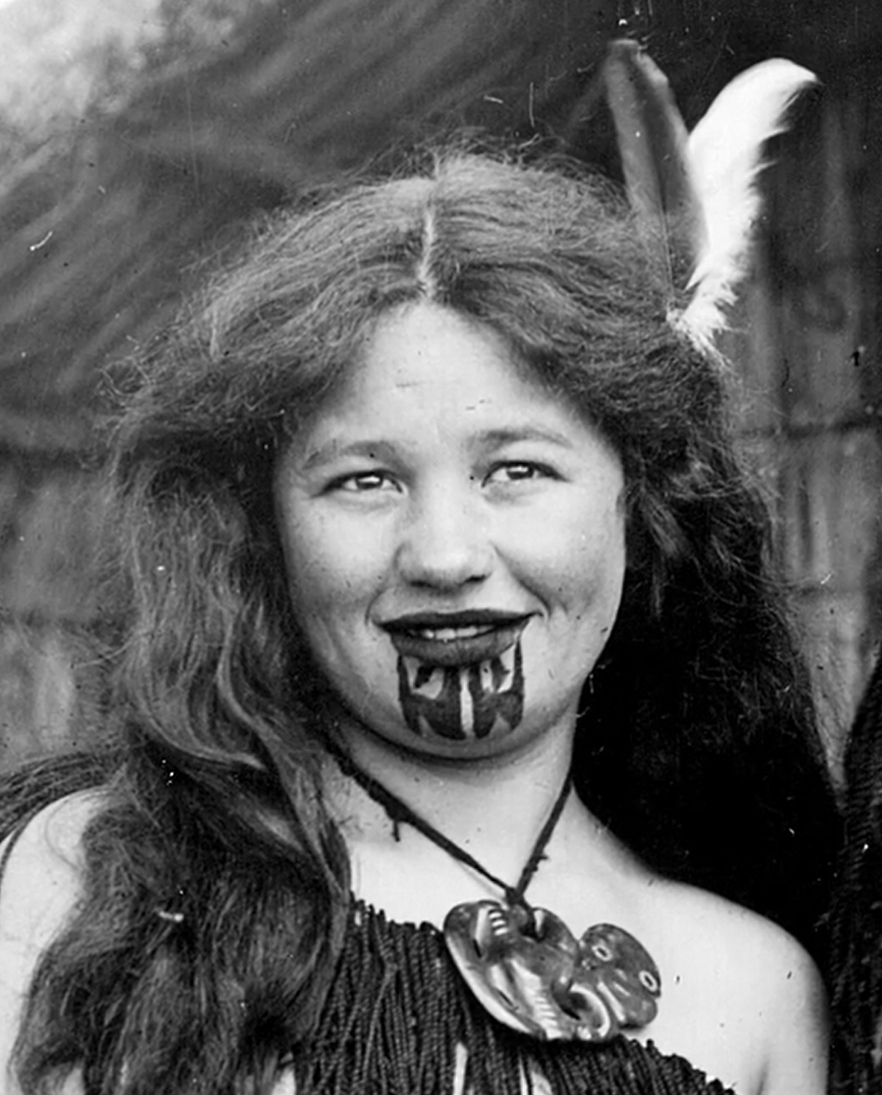
Maata Horomona (1912)

Maata Horomona (* 26. Februar 1893 in Reporoa, im Distrikt Rotorua Lakes, Nordinsel, Neuseeland; † 15. September 1939 im Stadtteil Ōhinemutu von Rotorua, Rotorua Lakes) war Neuseelands erster Filmstar, die als Māori und Hauptdarstellerin in Stummfilmen des französischen Filmemachers Gaston Méliès auftrat.

## Frühes Leben
Maata Ngaamo wurde am 26. Februar 1893 als Tochter von Te Wau Ngaamo Pera vom Iwi der Ngāti Whakaue und einem Engländer namens Moore in Reporoa im Distrikt der Rotorua Lakes geboren. Moore zog kurz nach ihrer Geburt nach Auckland und ihre Mutter blieb mit ihr in der Gegend von Rotorua. Als sie noch ein Kleinkind war verstarb ihre Mutter und sie wurde von ihrer Tante mütterlicherseits und ihrem Mann in Ōhinemutu aufgezogen. Wie zu jener Zeit üblich, nahm Maata den Vornamen ihrer matua whāngai (Adoptiveltern) als Nachnamen an und bekam dadurch den Namen Maata Horomona. Zu ihrem leiblichen Vater hatte sie keinen Kontakt.

## Hippodrom in New York
Horomonas Tante Te Rua war Mitglied einer Chorgruppe, die unter der Leitung von Reverend Frederick Augustus Bennett stand. Dessen Chöre waren die ersten, die Māori-zentrierte Aufführungen in Theater europäischer Einwanderern in Neuseeland absolvierten. Als Thomas Donne vom Department of Tourist and Health Resorts im April 1909 von einem Veranstalter nach 50–80 Māori-Darsteller nach Bennetts Ensemble Modell für Auftritte im New Yorker Hippodrome Theatre angefragt wurde, fiel die Entscheidung auf 40 Māori-Darsteller, von denen die damals 16-jährige Horomona eine war. Im Juli 1909 brach die Gruppe von Wellington nach San Francisco auf.
Bei der Ankunft in New York absolvierte sie in der Grand Central Station  einen Haka und über die Presse war die Gruppe damit schon vor ihren Auftritten im Hippodrome Theatre bekannt. In den ersten Monaten ihrer Auftritte erschienen häufig Fotografien von der jungen schönen Horomona in der Presse, in der sie sogar mit Salome und auch Fritzi Scheff verglichen wurde. Nach New York folgten Auftritte für zwei Monate in Chicago und für fünf Wochen in San Francisco.
Nach ihren Auftritten konzentrierte sich die amerikanische Presse darauf, dass die Māori-Frauen in ihrer Heimat wählen durften, ganz im Gegensatz zu den Frauen in Amerika. Die britische Suffragette Emmeline Pankhurst lud drei Māori-Frauen ein, mit ihr bei einer Wahlrechtskundgebung in der Carnegie Hall Ende Oktober 1909 aufzutreten. Da Horomona aber noch zu jung zum Wählen war, wurde ihr Bild in der Presse durch andere ersetzt. Im Dezember 1909 wurde Horomona zusammen mit anderen Māori-Frauen auf einer Kundgebung für streikende Näherinnen abgebildet, an der rund 8000 Frauen teilnahmen. Ihre Rückreise nach Neuseeland erfolgte von San Francisco über Tahiti, wo sie mit der Gruppe weitere Auftritte absolvierten.

## Gaston Méliès

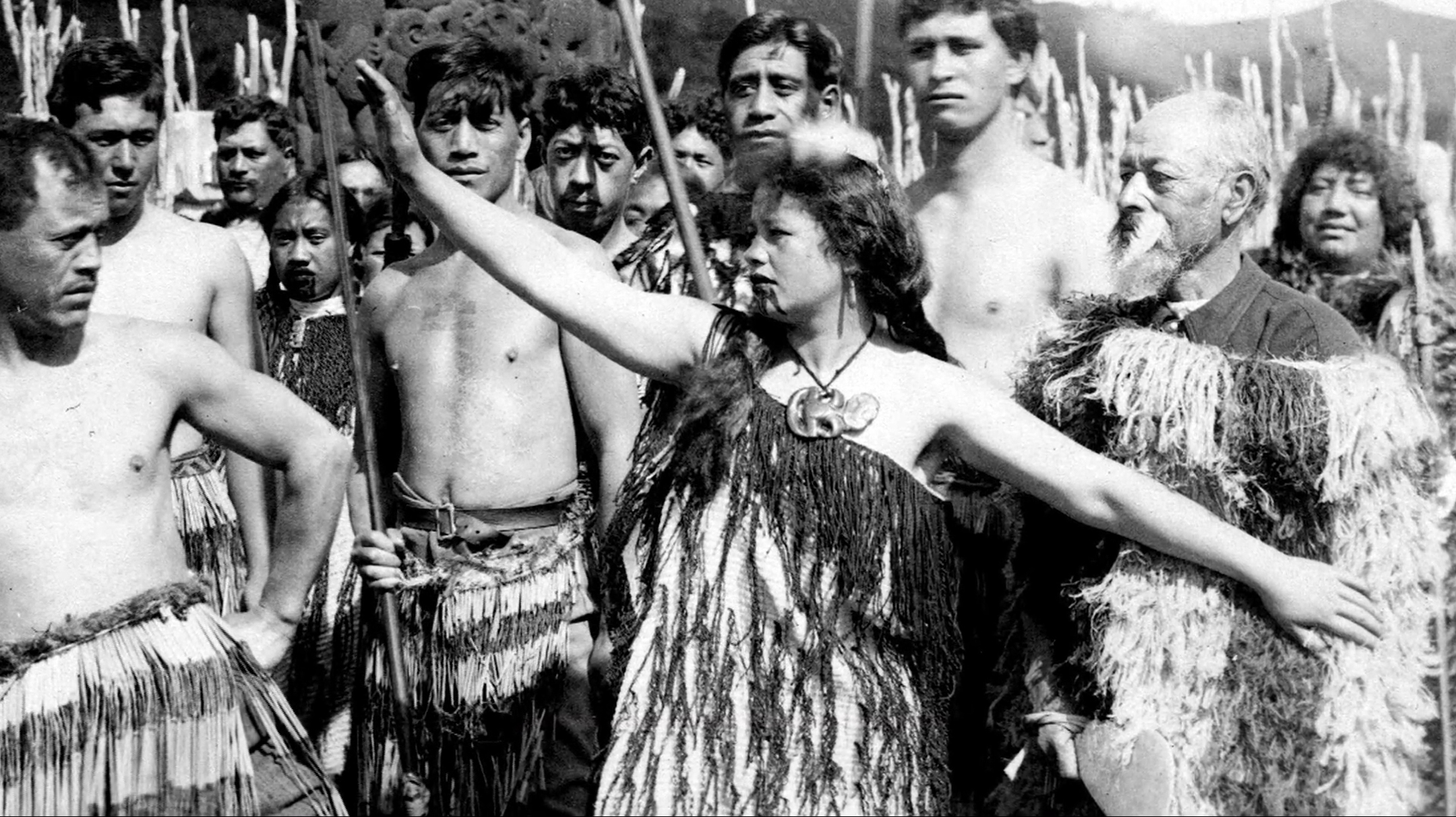
Maata Horomona in der Mitte und Gaston Méliès rechts im Bild

Ende September 1912 machte Reverend Bennett, der über den Journalist James Cowan mit Gaston Méliès in Kontakt kam, auf Horomona aufmerksam. Méliès, der auf der Suche nach etwas anderem als Western-Genre war und schon mit amerikanischen Schauspielern als "Eingeborene" auf Tahiti gedreht hatte, war von der Idee angetan, mit ausschließlich Māori als Schauspieler und Statisten zu drehen. Es entstanden im Jahr 1913 so drei Filme, „Hinemoa“, „How Chief Te Ponga won his bride“ und „Loved by a Māori chieftainess“, in denen alle Horomona die Hauptrolle spielte. Méliès schickte Fotos von Horomona nach New York, wo eines u. a. im Mai 1913 im Motion Picture Story Magazine veröffentlicht wurde. Die Filme hingegen gelten als verschollen.

## Leben danach
Die Filme wurden in Neuseeland nie veröffentlicht und Horomona trat danach auch nie wieder als Filmschauspielerin in Erscheinung. Ihre einzigen Auftritte waren die auf Stammesveranstaltungen. Am 10. Februar 1914 heiratete sie in Waimārama Turereiao Gillies vom Stamm der Ngāti Kahungunu und zog mit ihm in die Hawke Bay, wo Turereiao ein Fuhrunternehmen betrieb und die Familienfarm bewirtschaftete. Zwischen den Jahren 1915 und 1928 bekam sie acht Kinder, davon sechs Jungen und zwei Mädchen. Nach dem Hawke’s-Bay-Erdbeben von 1931 zog die Familie zurück nach Ōhinemutu, einem Stadtteil von Rotorua, wo sie sich an Stammesangelegenheiten beteiligte und Gründungsmitglied der Women's Health League wurde. Sie starb am 15. September 1939 im Alter von nur 46 Jahren an einer Herzerkrankung.